# 科斯強季尼夫卡 (薩赫諾夫希納區)
49°5′57″N 35°40′24″E / 49.09917°N 35.67333°E
科斯強季尼夫卡（烏克蘭語：Костянтинівка），是烏克蘭東部的村莊，隸屬哈爾科夫州的別列斯京區。該村始建於1850年，面積1.86平方公里，海拔高度99米，2001年人口472，人口密度每平方公里253.8人。